# Alain Gaillard
Pour les articles homonymes, voir Gaillard.
Pas d'image ? Cliquez ici

Dernière mise à jour le 9 octobre 2013.
Alain Gaillard, né en 1949 à Castres, est un joueur et entraîneur français de rugby à XV, évoluant au poste de demi de mêlée.

## Biographie
Alain Gaillard, professeur de français et entraineur de rugby au lycée Marmontel de Mauriac dans le Cantal, est ensuite entraîneur pro du Castres olympique à plusieurs reprises. Il mène le club au titre de champion de France Groupe B en 1989 puis participe à la montée en puissance du club tarnais qui recrute notamment Alain Carminati en 1992 et Gary Whetton en 1993.
Il est champion de France en 1993 contre le FC Grenoble. Castres, qui a éliminé plus tôt dans la saison le même club en quart de finale du challenge Yves du Manoir s'impose sur le score de 14 à 11 dans une finale marquée par des erreurs d'arbitrages en défaveur des Grenoblois avec notamment un essai refusé au Grenoblois Olivier Brouzet et un essai controversé de Gary Whetton en faveur des Castrais,  Daniel Salles, l'arbitre de la rencontre, reconnaissant vingt ans plus tard, en 2013, avoir alors commis une erreur d'arbitrage et avoir été sous l’influence des supporters du SU Agen dont leur club a été éliminé par Grenoble en demi-finale où les Agenais se plaignaient du jeu des Isérois.
Le club castrais dispute également la finale du Challenge Yves du Manoir, battu par le Stade toulousain sur le score de 13 à 8.
Il est encore demi-finaliste du challenge du Manoir l’année suivante.
Il entraîne ensuite l'ASM Clermont Auvergne entre la saison 1994-95 et la saison 1997-98 (avec une demi-finale à la clé en 1996-97) puis à nouveau le CO les 3 saisons suivantes où les tarnais disputent 3 quarts de finale consécutifs en championnat et jouent une finale de Challenge européen.
En 2001, il est toujours à la tête du Castres olympique qui termine en tête de la saison régulière mais doit disputer les demi-finales au stadium de Toulouse sur le terrain de son adversaire Toulousain.
Il démissionne en cours de saison 2001-2002 face aux mauvais résultats du club tarnais.
Il rejoint ensuite l'UA Gaillac qu'il conduit à la victoire dans le Trophée Jean-Prat en 2006 et ainsi à l'accession historique en Pro D2.
Lors de la saison 2007-2008, Castres fait un mauvais début de saison et il est rappelé à la tête du club en remplacement d'Ugo Mola. À la fin de la saison 2008-2009 et après le maintien de Castres dans le Top 14, il décide de quitter le rugby professionnel et s'engage comme entraîneur adjoint de Christophe Lucquiaud -un ancien du CO et son adjoint à l'UA Gaillac- au SC Mazamet qui vient d'être promu en Fédérale 1. Quelques mois plus tard, il quitte le club mazamétain officiellement à cause de la conjoncture économique.
Durant la Coupe du monde de rugby 1999, il est consultant pour RMC. Depuis 2009, il est consultant rugby pour la radio 100 %.

### Président du syndicat des entraîneurs
De 2002 à 2007, puis de nouveau d'octobre 2013 à décembre 2020, il est président du syndicat des entraîneurs de rugby, TECH XV.
En tant que représentant du syndicat, il participe notamment à la cellule technique mise en place après l'échec de l'équipe de France à la coupe du monde 2015. Avec le représentant de Provale, Gaël Arandiga, il accompagne les dix membres désignés par Pierre Camou, président de la FFR et Paul Goze, président de la LNR : Michel Ambal, directeur du centre de formation de l'Union sportive montalbanaise, Julien Bonnaire, Thomas Castaignède, anciens internationaux, Jean-Robert Cazeaux, président du Stade Montois Rugby, Jean-Pierre Karaquillo, Professeur agrégé des Facultés de droit et cofondateur du CDES, Fabrice Landreau, international et directeur Sportif du FC Grenoble Rugby, Jean-Marc Lhermet, international et directeur Sportif de l’ASM Clermont Auvergne, Robert Natali, chef d’entreprise, Didier Retière, Directeur Technique National de la FFR et Thomas Savare, président du Stade Français Paris. En avril 2016, la cellule rend aux présidents Pierre Camou et Paul Goze un rapport où figurent quinze propositions,.
Dans le cadre de la convention entre la Fédération française de rugby et la Ligue nationale de rugby pour la période 2018-2023, il intègre un comité de pilotage des équipes de france chargé d'améliorer les relations entre les clubs et les sélections. Ce comité est également composé de Didier Lacroix (président du Stade toulousain), Éric de Cromières (président de l'ASM Clermont Auvergne) et Emmanuel Eschalier (directeur général de la LNR).

## Palmarès

### En tant qu'entraîneur
- Champion de France 1993
- Champion de France du groupe B 1989
- Vainqueur de la Fédérale 1 2006.
- Finaliste du Challenge Yves du Manoir 1993
- Finaliste du Challenge européen 2000

### Distinction personnelle
- Oscars du Midi olympique :  Oscar de bronze du meilleur entraîneur français en 2001